# جمهوری دوم چکسلواکی
جمهوری دوم چکسلواکی تنها برای ۱۶۹ روز از ۳۰ سپتامبر ۱۹۳۸ تا ۱۵ مارس ۱۹۳۹ وجود داشت و از بوهم، موراویا، سیلزی چک و مناطق خودمختار اسلواکی تشکیل می‌شد. دومین جمهوری در نتیجه حوادث پس از توافقنامه مونیخ به وجود آمد. پس از این قرارداد روشن بود که چکسلواکی دست‌نشانده آلمان نازی است و دولت چکسلواکی دست به اقدامی به سود آلمان زد و حزب کمونیست را در این کشور ممنوع کرد و تمامی آموزگاران یهودی را برکنار و قوانینی علیه یهودیان به تصویب رساند. علاوه بر این اجازه داد بانک‌های کشور به صورت کامل تحت کنترل آلمان و چکسلواکی باشند.
جمهوری نخست چکسلواکی پس از تهاجم آلمان نازی در ۱۵ مارس ۱۹۳۹ منحل و به عنوان منطقه چک ضمیمه بوهم و موراویا شد. در همان روز اشغال چکسلواکی توسط آلمان نازی امیل هاشا رئیس دولت وقت به ریاست جمهوری بوهم و موراویا منصوب گشت.